# 潔西卡·卡普肖
潔西卡·卡普肖（英語：Jessica Capshaw，1976年8月9日—）是一位美國女演員，曾演出許多角色，以飾演《法網豪情》（The Practice）中的Jamie Stringer一角，廣為人知。Jessica在美國廣播公司播出的醫務劇《實習醫生》(Grey's Anatomy)第五季客串演出兒科主治醫師亚利桑那·罗宾斯一角，原本計畫客串三集，但影集播出後深受觀眾喜歡，因此獲得展延合約，出演整個第五季，並於《實習醫生》第六季成為常規演員。

## 早年生活
Jessica出生於密苏里州哥倫比亞市，父親Robert Capshaw是位業務經理，母親則是著名的女演員凯特·卡普肖（曾演出過《魔宮傳奇》），父母兩人相識于密蘇里大學，婚後一家三口搬至紐約。當她三歲時雙親離異，母親凯特·卡普肖於電影拍攝時認識斯蒂芬·斯皮尔伯格，兩人陷入熱戀，不久便帶著Jessica嫁給了斯蒂芬·斯皮尔伯格，斯蒂芬·斯皮尔伯格也成為Jessica的繼父。
Jessica於1994年畢業於哈佛西湖學校，在1998年取得布朗大學的英語文學學士學位之後，隨即進入著名的倫敦皇家戲劇藝術學院學習表演。

## 影視生涯
2001年Jessica出演虐殺片《情人劫》(又譯恐怖情人節)，飾演Dorothy Wheeler。2009年，Jessica成為美國廣播公司醫務影集《實習醫生》的常規演員。根據報導，Jessica在2008年12月原本是預計客串《實習醫生》第五季中的三集，飾演兒科主治醫師亚利桑那·罗宾斯。在拍攝完畢後，影集編劇珊达·莱梅斯隨即展延與Jessica的合約，讓她繼續演出第五季剩下的集數，並且在《實習醫生》第六季時成為常規演員之一，與劇中的骨科住院醫師Callie Torres (Sara Ramirez飾演)展開戀情。影集總編珊达·莱梅斯表示她很高興見到亚利桑那·罗宾斯和Callie Torres之間的化學反應，所以她將Jessica加入演員名單中，而這也是她最引以為傲的決定之一。談到這次的演員新增，Rhimes說道：「我很喜愛Jessica Caphaw，當我說＂喜愛＂就是意味著＂喜愛＂。她棒的不得了，我感覺亚利桑那·罗宾斯和Callie之間擁有跟Meredith與Derek間一模一樣的強烈化學反應，我發現他們之間的火花，且樂於見到這種火花。」媒體對Jessica演出該角色的反應相當正面，《電視指南》的Matt Mitovich曾表示說Jessica飾演的亚利桑那·罗宾斯是”粉絲喜愛”的角色，而IGN的Chris Monfette更在亚利桑那·罗宾斯初登場時這麼介紹著── "讓人耳目一新的新角色"。

## 個人生活
2004年5月22日，Jessica與兒童健康非營利組織的創辦人Christopher Gavigan在紐約東漢普頓締結連理。婚後生活幸福美滿，育有三名子女，兒子(誕生於2007年) ，大女兒(誕生於2010年)，與小女兒(誕生於2012年)。

## 外部連結
- 潔西卡·卡普肖在互联网电影资料库（IMDb）上的資料（英文）
- 潔西卡·卡普肖的X（前Twitter）